# Rock canadien
Le rock canadien, désigne le rock produit par des artistes et groupes canadiens. Les pionniers incluent notamment Jack Scott et Paul Anka dès les années 1950, et est le terreau de groupes qui deviendront célèbres. Le Canada a produit nombre d'artistes et groupes musicaux du genre, et des sous-genres incluant pop rock, rock progressif, country rock, folk rock, hard rock, punk rock, heavy metal et rock indépendant,,,.

## Histoire

### Années 1950

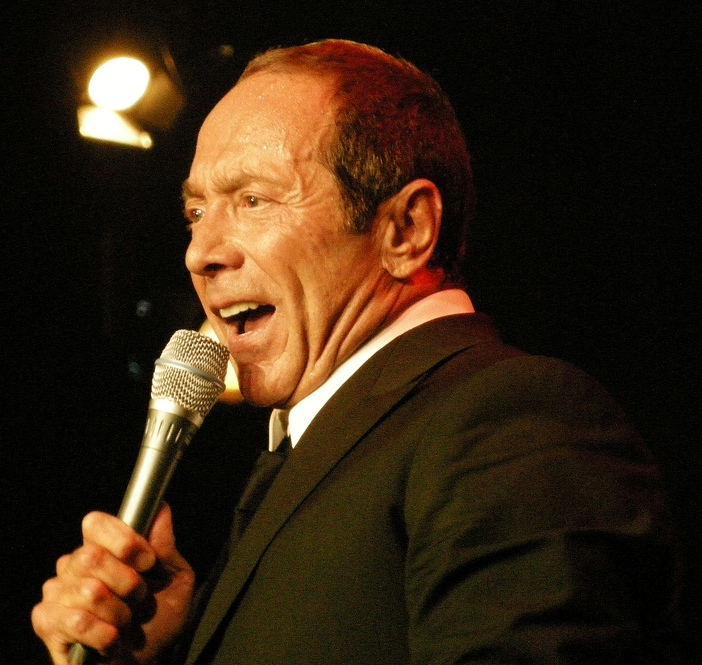
Paul Anka, 2007.

Le rock 'n' roll émerge aux États-Unis à la fin des années 1940,, après la Seconde Guerre mondiale, d'un mélange de blues et de musique country, et de gospel.
Le rock, ou du moins ses précurseurs, l'electric blues (Chicago blues) et le rhythm and blues (jump blues) sont entendus pour la première fois à la fin des années 1940 au Canada, pays donc assez proche des frontières américaines pour être au courant de ce qui y est diffusé à la radio.
En 1951, le disc jockey de Cleveland Alan Freed commence à jouer du rhythm and blues pour un public multi-racial, et est crédité comme celui à avoir utilisé pour la première fois la phrase « rock and roll » pour décrire les groupes vocaux de doo-wop et les chanteurs de rockabilly qui émergeaient au début des années 1950,. The Four Lads, originaires de Toronto, sont l'un des premiers groupes canadiens à jouer ce style, produisant un premier hit baptisé The Mocking Bird. Leur plus célèbre hit est Moments to Remember, qui atteindra les charts du magazine Billboard le 3 septembre 1955. Au milieu des années 1950, la musique populaire canadienne commence à faire des émules dans son propre pays.
Vers 1954, le nom de « rock and roll » devient couramment utilisé pour décrire la musique populaire à cette période. Le terme de rhythm and blues (R&B crédité en 1949) ne pouvait être utilisé car il faisait déjà allusion à la musique afro-américaine, généralement définie par des paroles ciblant un public adulte. The Crew-Cuts, The Diamonds et The Four Lads émergeront de ce nouveau marketing du rhythm and blues ciblant un public caucasien.
En 1958, le Canada produit sa première teen idol de rock 'n' roll Paul Anka, qui ira jusqu'à New York où il auditionnera pour ABC avec le morceau Diana. Ce morceau lui fait directement accéder à la popularité, et Anka devient le premier canadien à atteindre la première place des classements Billboard dans la catégorie rock 'n' roll. Diana est l'un des 45 tours les plus vendus de l'industrie musicale.

### Années 1960

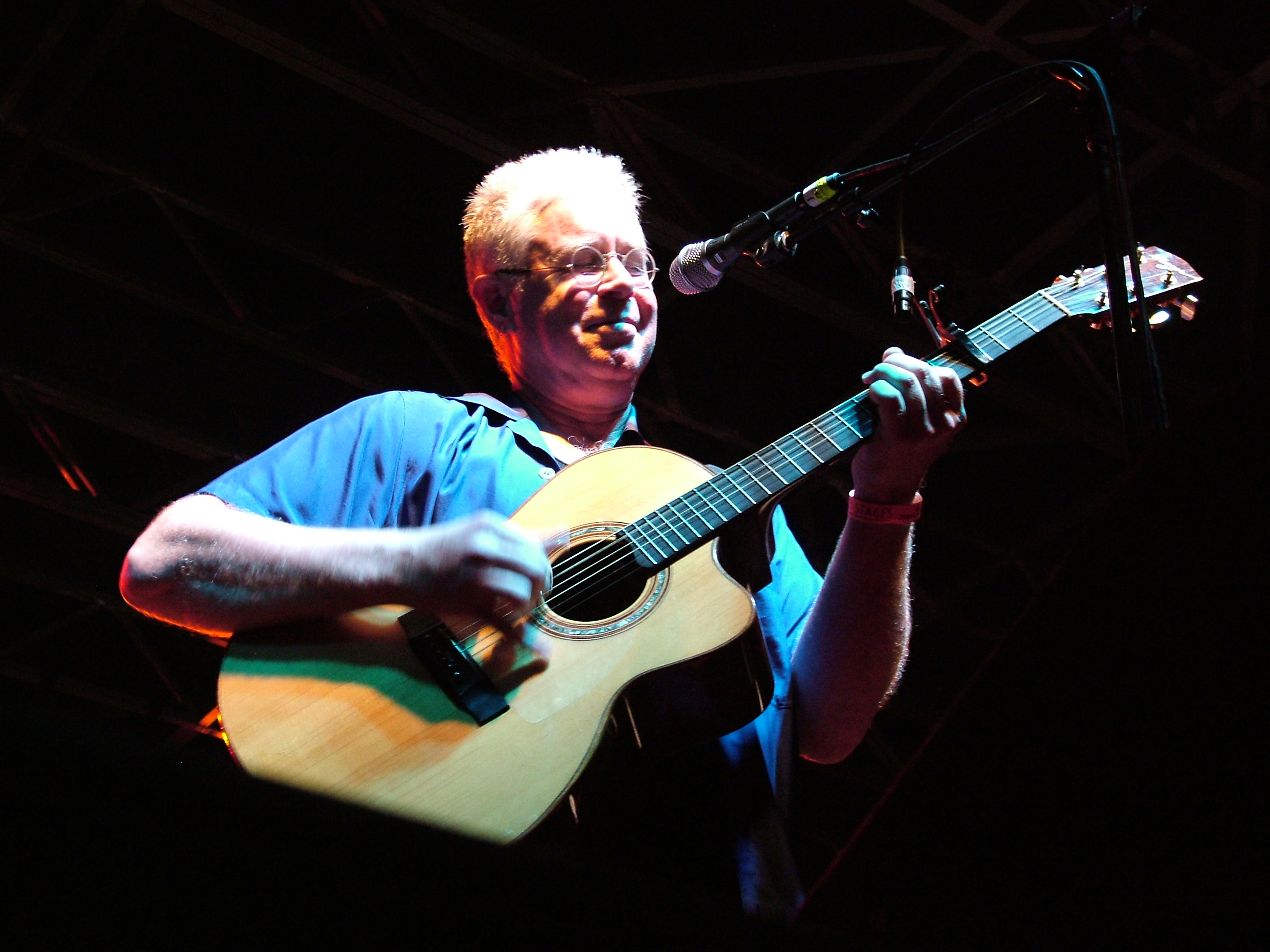
Bruce Cockburn, au City Stages festival de Birmingham, en Alabama, aux États-Unis.

Les vedettes de la décennie qui précèdent ont du mal à garder le haut de la scène, ne pouvant trouver les instruments nécessaires caractérisant ce nouveau genre énergique. Cependant, le morceau The Stroll continue à être populaire dans les années 1960, parmi d'autres comme The Twist et The Mashed Potato. Le premier morceau de rock produit par un canadien à atteindre le succès est Clap Your Hands en 1960 de quatuor montréalais Les Beau-Marks. Peu après, ils apparaissent au American Bandstand et lors d'un concert de charité organisé au Carnegie Hall. Bobby Curtola de Port Arthur atteindra plusieurs fois les charts canadiens dès 1960 à commencer avec le morceau Hand in Hand With You. Il atteint son plus haut niveau en 1962 avec le morceau Fortune Teller, qui atteint le succès international. En 1966, il remporte un RPM Gold Leaf Award (The Gold Leaf Awards, qui sont en fait les premiers Juno Awards) pour avoir été le premier canadien à être certifié disque d'or. Le CHUM Chart débute le 27 mai 1957, sous le nom de CHUM's Weekly Hit Parade, jusqu'en 1986, et est le Top 40 à avoir tenu le plus longtemps au Canada.
Dans les années 1960, la musique canadienne passe avec indifférence, et nombre d'artistes locaux doivent établir leur carrière aux États-Unis. En 1960, Walt Grealis de Toronto s'associe avec le label Apex Records, distributeur ontarois de la Compo Company (fondée en 1918), le premier label indépendant canadien, désormais associé à Universal,. Il s'associe par la suite à London Records, jusqu'en février 1964, avant d'établir le magazine RPM. De sa première édition du RPM Weekly, du 24 février 1964, jusqu'à sa dernière en novembre 2000, RPM mettra en avant les charts canadiens.

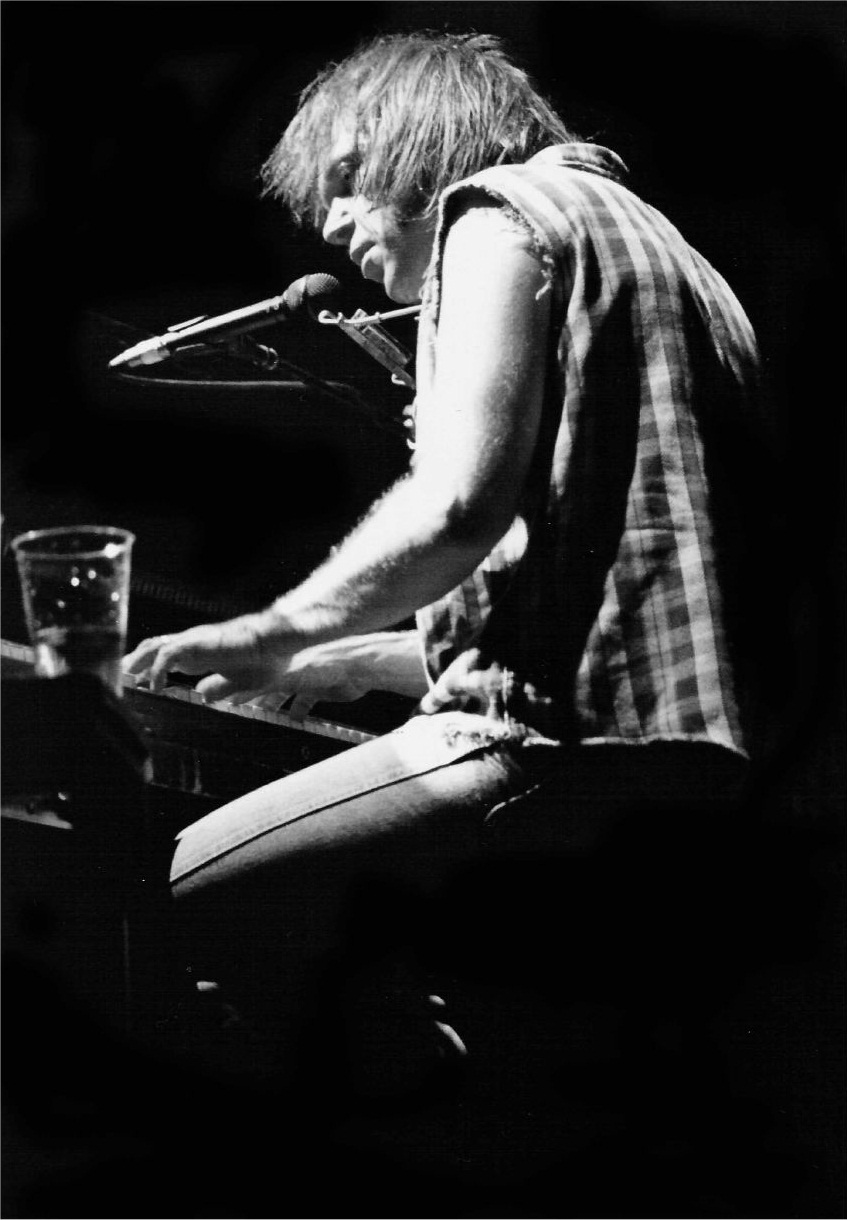
Neil Young.

Les chanteurs de country rock et folk rock comme Gordon Lightfoot, Joni Mitchell, Leonard Cohen, Denny Doherty (de The Mamas and the Papas), David Clayton-Thomas (de Blood, Sweat and Tears), Andy Kim, Zal Yanovsky (de The Lovin' Spoonful), John Kay (de Steppenwolf), et Ian and Sylvia trouvent leur public à l'international. L'un des exemples les plus importants est un groupe de Winnipeg baptisé Chad Allan and the Expressions, qui sortira en 1965 une reprise de Shakin' All Over de Johnny Kidd and the Pirates. Ils finiront par évoluer en The Guess Who, le premier groupe de rock canadien classé en même temps premier du Canadian Singles Chart et du Billboard Hot 100 avec le morceau American Woman en 1970,. Leur succès trace le chemin à une nouvelle vague d'artistes canadiens comme Stan Rogers, Murray McLauchlan, Bruce Cockburn et Willie P. Bennett.
Contrairement à la génération précédente, la contre-culture américaine et britannique et les mouvements hippies mènent le rock à évoluer vers le rock psychédélique, le heavy metal, le rock progressif à nombreux autres styles, principalement dominés par des thèmes sociaux. La musique tentait de refléter les contextes de cette époque --- les droits civiles, l'implication des États-Unis dans la guerre au Vietnam, et la montée du féminisme. Le  « message » de la chanson est habituellement simpliste et banal. Le frontman, John Kay, né en Allemagne, deviendra citoyen canadien et sera le seul membre des Steppenwolf à intégrer le Canadian Music Hall of Fame et le Canada's Walk of Fame. Steppenwolf est célèbre pour les morceaux Born to Be Wild, Magic Carpet Ride et The Pusher. Born to be Wild est le plus gros succès du groupe, atteignant la deuxième place du Billboard Hot 100 en 1968, devenant l'un des 500 Songs that Shaped Rock and Roll (500 morceaux ayant  formé le rock 'n' roll) du Rock and Roll Hall of Fame et devenant l'un des 500 meilleurs morceaux de tous les temps pour Rolling Stone. En 1969, le batteur Corky Laing, de Montréal, se joint au groupe pionnier du hard rock américain Mountain. Un autre des musiciens les plus importants de cette décennie est Neil Young membre du groupe de folk rock Buffalo Springfield, avant de se joindre à Crosby, Stills, Nash and Young. Young a aussi enregistré pour Crazy Horse durant sa carrière solo. Le morceau Ohio de Crosby, Stills, Nash and Young est écrit par Neil Young et enregistré avec le groupe comme réponse aux événements politique de l'époque. Ohio s'inspire de la mort de quatre étudiants à l'Université d'État de Kent. Les étudiants ont été tués par des gardes nationaux lors d'une manifestation anti-guerre dans le campus en mai 1970.

### Années 1970

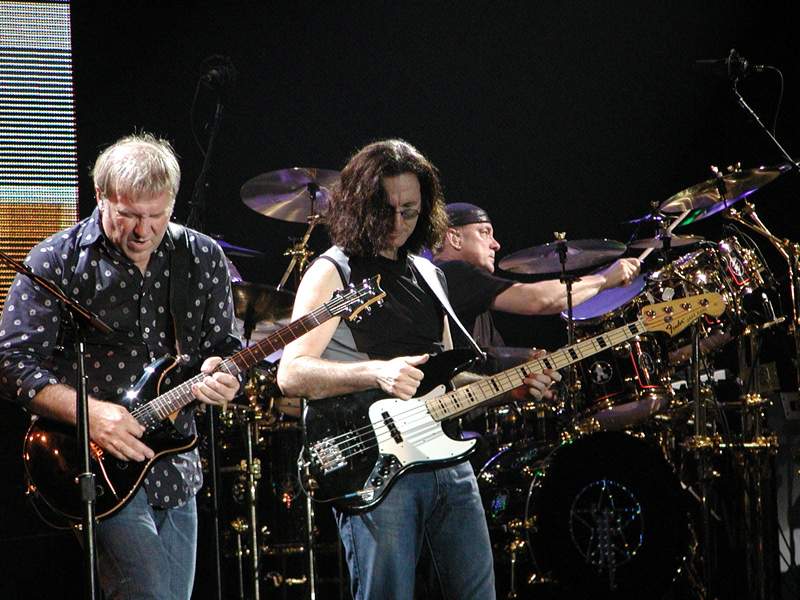
Rush en concert à Milan, en Italie, en 2004.

Avec l'introduction des régulations de diffusion imposées par le Conseil de la radiodiffusion et des télécommunications canadiennes (CRTC) en 1970, l'industrie musicale canadienne fait du rock sa principale activité. En 1971, les artistes canadiens passent en rotation à la télévision,. Les Juno Awards débutent comme sondage ciblant le public canadien au RPM Weekly en décembre 1964. La première cérémonie des Juno Awards se déroule en 1975 et joue un rôle essentiel pour la musique canadienne. Dès, lors la production musicale locale augmente d'intensité, et la popularité de The Guess Who et Neil Young ne cesse d'augmenter à la fin des années 1960, ouvrant ainsi un marché musical hors du Canada pour les musiciens du pays. Le début des années 1970 devient l'âge d'or du rock canadien,. Nombre de musiciens et groupes atteignent le devant de la scène vers la fin de 1969 et au plus tôt de l'année suivante ; ils comprennent The Bells et Andy Kim de Montréal, Chilliwack de Vancouver, Five Man Electrical Band d'Ottawa, Lighthouse de Toronto, Wednesday d'Oshawa, et The Stampeders de Calgary.

### Années 1980
Les choses ont changé de cap dans les années 1980, le changement de la culture politique a été accompagné par une explosion dans la culture jeune. La new wave et le glam metal apparaissent au Canada, dont le groupe le plus connu reste à ce jour Platinum Blonde.
Le rock alternatif fait lui aussi son apparition avec des groupes tels que 54-40 ou encore The Tragically Hip.

## Rock québécois
Dans les années 1960, quelques canadiens francophones, originaires du Québec, commencent à s'identifier et à s'appeler les Québécois. Les tensions entre le Québec et le Canada anglophone, à cette période, jouent aussi un rôle important dans le développement de la musique québécoise. Par exemple, en 1991, Céline Dion remporte le Prix Félix (ADISQ) de la meilleure artiste anglophone pour son premier album en anglais, Unison, mais a refusé de se voir décerner un prix en anglais. Après cet incident, Céline Dion ne se déclarera clairement ni fédéraliste, ni souverainiste.
Le chanteur Robert Charlebois fut le premier à effectuer la transition entre la chanson de cabaret folklorique vers le son Rock en 1965 en introduisant des instruments électriques et des paroles aux accents modernes. Dans les années 1970, plusieurs groupes développent une appartenance à la musique francophone. Ces groupes qui s'appellent Harmonium, Beau Dommage, Offenbach, Corbeau, Octobre et Les Séguins réussissent même (surtout Harmonium) à se faire reconnaître à l'extérieur du Québec et du Canada. La majorité des membres de ces derniers groupes ont par la suite effectué des carrières individuelles (Serge Fiori, Richard Séguin, Pierre Flynn, Michel Rivard, Pierre Bertrand, Marie-Michèle Desrosiers, Robert Léger, Mario Légaré) et qui sont pour la plupart toujours actifs dans le monde musical.
D'autres musiciens et groupes québécois incluent Richard Desjardins, Daniel Boucher, Marie-Chantal Toupin, Éric Lapointe, Vilain Pingouin, Mes Aïeux, Les Trois Accords, Kaïn, Dumas, La Chicane, Les Colocs, Cindy Daniel, Daniel Bélanger, Paul Cargnello, Laurence Jalbert, Jean Leloup, Les Stups, Dan Bigras, Isabelle Boulay et Cœur de pirate. Quelques groupes, comme Les Cowboys Fringants connaissent le succès en Europe (principalement en France) alors que Karkwa, Vulgaires Machins et Malajube seront reconnus dans tout le Canada. En 2003, TVA commence à diffuser Star Académie, une version québécoise de l'émission française presque homonyme, avec des musiciens comme Marie-Élaine Thibert, Marie-Mai, Émily Bégin et Stéphanie Lapointe.
Le Québec a aussi produit un nombre significatifs d'artistes et groupes anglophones comme Arcade Fire, Patrick Watson, The Dears, Godspeed You! Black Emperor, Riverbeds, Stars, The Stills, The Unicorns, Wolf Parade, Rufus Wainwright, Sam Roberts, Paul Cargnello, We Are Wolves, Corey Hart, Corky Laing, The New Cities, Chromeo, et Simple Plan.